# Red Hot Riding Hood
Red Hot Riding Hood es un cortometraje animado, dirigido por Tex Avery y estrenado el 8 de mayo de 1943 por Metro-Goldwyn-Mayer. En 1994 apareció en el séptimo puesto de la lista 50 Greatest Cartoons, realizada gracias a los votos de varios especialistas en la animación. The Adventures of Red Hot Riding Hood (Series de TV) 10 de noviembre de 1967 - 12 de octubre de 1969.

## Trama
La historia comienza con un narrador que relata la versión común de Caperucita Roja, con el personaje principal yendo a visitar a su abuelita a través del bosque. Sin embargo, el lobo se rebela y dice estar aburrido de hacer siempre la misma historia, comentario que es también apoyado por Caperucita y su abuela. Asombrado, el narrador accede a cumplir sus demandas y comienza nuevamente la historia de una manera totalmente distinta. Ahora, la historia tiene lugar en un ambiente urbano contemporáneo donde Caperucita Roja trabaja en un club nocturno, el lobo es un mujeriego y la abuela es una acosadora de hombres.
El lobo va a visitar el club donde trabaja Caperucita, y al momento de verla reacciona salvajemente ante el espectáculo que la joven realiza. Cuando Caperucita termina de cantar, el lobo la lleva hasta su mesa, donde intenta conquistarla. Sin embargo, la joven le dice que debe ir a visitar a su abuela. El lobo logra llegar al departamento de la abuela antes que Caperucita, pero en vez de seguir la lógica de la historia original, es la anciana la que persigue al lobo, acosándolo para que no se vaya.
Tras caer por la ventana del departamento, el lobo regresa al club nocturno. Harto de las mujeres, promete que se mataría antes de desear otra. Inmediatamente, aparece Caperucita Roja y el lobo cumple su promesa. Sin embargo, su espíritu se queda en el club nocturno y reacciona de manera similar a como lo había hecho originalmente.

## Recepción
El cortometraje fue incluido en el séptimo puesto del libro 50 Greatest Cartoons de Jerry Beck, quien seleccionó los 50 mejores dibujos animados de la historia según los votos de personas ligadas al mundo de la animación. En 2001, a través de un artículo del periódico The Guardian, el director de cine Terry Gilliam incluyó a Red Hot Riding Hood entre las 10 mejores películas animadas de todos los tiempos, y destacó la labor de Tex Avery: "No hay ninguna duda en su trabajo, no tiene sentido de que se puede ir demasiado lejos. Creo que hoy en día deberían hacer festivales sobre Tex Avery como antídoto para lo políticamente correcto".

## Otras obras
- Avery hizo varias "no-secuelas", incluyendo Swing Shift Cinderella (1945), The Shooting of Dan McGoo y Wild & Woolfy (ambas en 1945 y ambas protagonizadas por Droopy), Uncle Tom's Cabana (1947) y Little Rural Riding Hood (1949).

- The Adventures of Red Hot Riding Hood (Series de TV) 10 de noviembre de 1967 - 12 de octubre de 1969.

- Animada secuencia: Thoroughly Modern Millie (1967).

- En las caricaturas de 1990, "Red" apareció nuevamente en la serie animada Tom and Jerry Kids, en los dibujos animados de Droopy & Dripple y Calaboose Cat. Y en 1993, fue incluida la serie Droopy, Master Detective. Fue rebautizada como "Miss VaVoom" para los cortometrajes de Droopy & Dripple, y, en los de Calaboose Cat, "Mystery Lady". En los cortometrajes de MGM hacía de dama en apuros, mientras que el Lobo y Droopy intentaban conquistarla.

- En 1998, "Red" también tuvo una muy breve aparición en la película animada Quest for Camelot de la productora Warner Bros.

- "Red" fue vista de nuevo en la película de 2010 Tom and Jerry Meet Sherlock Holmes. El Lobo también hace algunas apariciones.

- En 2012, "Red" aparece como Lady Marion en Tom and Jerry: Robin Hood and His Merry Mouse.

- En 2013, "Red" aparece en La gigante aventura de Tom y Jerry.

## Parodias
- La escena donde la abuela persigue al Lobo inspiró la de ¿Quién engañó a Roger Rabbit? donde Lena Hyena persigue a Eddie Valiant.
- La famosa reacción del Lobo fue rehecha en la película La máscara, donde Stanley Ipkiss (Jim Carrey) va al Coco Bongo como La Máscara. Sentado en una mesa similar, reacciona de la misma manera cuando ve por primera vez al personaje de Cameron Diaz, incluso adopta las facciones de un lobo. El alter ego de La Máscara, Stanley Ipkiss, tiene una versión en VHS del dibujo animado.